# Luigi Dal Pane
Luigi Antonio Giuseppe Paolo Dal Pane (Castel Bolognese, 19 giugno 1903 – Faenza, 9 ottobre 1979) è stato uno storico italiano.

## Biografia
Laureatosi in giurisprudenza, subì l'influsso del Positivismo e divenne progressivamente uno dei maggiori conoscitori del pensiero di Antonio Labriola. Negli anni '30 divenne docente di economia politica prima all'Università di Bologna e poi all'Università di Bari. Esperto dell'economia del XVIII e del XIX secolo, si interessò in particolare del marxismo e del socialismo e delle loro ripercussioni a livello sociale.
Morì a Faenza il 9 ottobre 1979, era diventato non vedente. Lasciò la moglie Fulvia Guerrini, sposata nel 1929 a Faenza, e la figlia Elvira. 